# Киндерхук (Илиноис)
Киндерхук (енгл. Kinderhook) град је у америчкој савезној држави Илиноис.

## Демографија
По попису из 2010. године број становника је 216, што је 33 (-13,3%) становника мање него 2000. године.
| Група             | 2000.       | 2010.       |
| Белци             | 241 (96,8%) | 200 (92,6%) |
| Афроамериканци    | 1 (0,4%)    | 0 (0,0%)    |
| Азијати           | 0 (0,0%)    | 0 (0,0%)    |
| Хиспаноамериканци | 4 (1,6%)    | 13 (6,0%)   |
| Укупно            | 249         | 216         |